# 괴셰넨역
괴셰넨역(독일어: Göschenen)은 스위스 우리주와 괴셰넨에 있는 기차역이다. 고트하르트 터널의 북쪽 입구에 있는 고트하르트 철도에 위치한 역은 쇨레넨반과의 교차점이기도 하다.
고트하르트 철도는 북부의 취리히와 임멘제를 경유하여 괴셰넨을 연결하고, 남부의 밀라노와 고트하르트 철도 터널을 통과해 키아소를 연결한다. 2010년대에는 고트하르트 베이스 터널(2016)과 체네리 베이스 터널(2020)이 개통되면서 노선의 중요성이 감소하여 스위스 중부와 티치노주 사이에 새로운 고속 노선이 생겼다. 쥐토스트반은 이제 경로를 통해 매시간 파노라마 서비스를 제공한다.
매우 짧은 미터궤 지선인 쇨레넨 철도는 남쪽으로 불과 3.75km 떨어진 괴셰넨과 안데르마트 사이를 운행한다. 그것은 마터호른 고트하르트 철도(MGB)에 의해 운영되며 고트하르트 철도와 스위스 남부의 미터궤 철도망을 연결한다.

## 운행편
2020년 12월 시간표 변경에 따라 괴셰넨에서 다음 서비스가 정차한다.
- 인터레기오: 로카르노와 아트-골다우 간 매시간 운행 기차는 바젤 SBB 또는 취리히 중앙역까지 계속 운행한다.
- 레기오: 안데르마트까지 시간당 두 대의 열차.